# Recursión global
En la teoría de la computabilidad, la recursión global es una técnica para definir funciones aritméticas por recursión . En una definición de una función f por recursión global, el valor de f(n) se calcula a partir de la secuencia {\displaystyle \langle f(0),f(1),\ldots ,f(n-1)\rangle } .
El hecho de que tales definiciones se puedan simplificar muestra que son recursivas primitivas. A diferencia de la recursión global, en la recursión primitiva el cálculo de una función requiere únicamente el valor anterior. Por ejemplo; para una función recursiva primitiva 1-aria g, el valor de g(n +1) se calcula solo a partir de g(n) y n .

## Definición y ejemplos
La función factorial n! se define recursivamente por las reglas
{\displaystyle 0!=1,}
{\displaystyle (n+1)!=n!(n+1).}
Esta recursión es primitiva porque calcula el siguiente valor (n +1)! de la función utilizando el valor n y el valor anterior n! Por otro lado, la función Fib(n), que devuelve el n -ésimo número de Fibonacci, se define con las ecuaciones de recursión
{\displaystyle Fib(0)=0,}
{\displaystyle Fib(1)=1,}
{\displaystyle Fib(n+2)=Fib(n+1)+Fib(n).}
Para calcular Fib(n+2), se requieren los dos últimos valores. Finalmente, considere la función g definida mediante las ecuaciones de recurrencia
{\displaystyle g(0)=0,}
{\displaystyle g(n+1)=\sum _{i=0}^{n}g(i)^{n-i}.}
Si bien los ejemplos anteriores utilizaban un número fijo de valores anteriores, g depende de un número variable de valores anteriories. En particular, g(n+1) requiere todos sus valores anteriores. Utilizando la Numeración de Gödel, podemos definir una función de recursión global como
{\displaystyle f(n)=h(n,\langle f(0),f(1),\ldots ,f(n-1)\rangle )}
donde {\displaystyle \langle f(0),f(1),\ldots ,f(n-1)\rangle } es el número de Gödel que codifica la secuencia indicada.
{\displaystyle f(n)=h(n,\langle f(0),f(1),\ldots ,f(n-1)\rangle )} .
{\displaystyle {\bar {f}}(0)=\langle \rangle } ,
{\displaystyle {\bar {f}}(n+1)={\mathit {a{\tilde {n}}adir}}(n,{\bar {f}}(n),h(n,{\bar {f}}(n))),}

## Equivalencia a recursión primitiva
Dada la función por recursión global f:
{\displaystyle {\bar {f}}(n)=\langle f(0),f(1),\ldots ,f(n-1)\rangle }
Basta con definir una función auxiliar para expresarla en un esquema de recursión primitiva
{\displaystyle {\bar {f}}(n)=\langle f(0),f(1),\ldots ,f(n-1)\rangle }
De este modo {\displaystyle {\bar {f}}(n)} codifica los primeros n valores de f. La función {\displaystyle {\bar {f}}} es primitiva recursiva ya que {\displaystyle {\bar {f}}(n+1)} se obtiene añadiendo a {\displaystyle {\bar {f}}(n)} el nuevo elemento {\displaystyle h(n,{\bar {f}}(n))} :
{\displaystyle {\bar {f}}(0)=\langle \rangle } ,
{\displaystyle {\bar {f}}(n+1)={\mathit {append}}(n,{\bar {f}}(n),h(n,{\bar {f}}(n))),}
{\displaystyle {\bar {f}}(n+1)=g(n,{\bar {f}}(n))}
Utilizando {\displaystyle {\bar {f}}}, la función original f se puede definir por {\displaystyle f(n)={\bar {f}}(n+1)[n]}, lo que demuestra que también es una función recursiva primitiva.